# الدفع مقابل التصفح
اَلدَّفْعُ مُقَابِل اَلتَّصَفُحِ (بِي تِي إسِ- PTS)كان النظام نموذجًا تجاريًا شائعًا في أواخر التسعينيات، لكنه شهد انخفاضًا كبيرًا في أعقاب فقاعة الإنترنت. قام مستخدمو الإنترنت بتثبيت البرامج التي تتبعت نشاط التصفح الخاص بهم ثم عرض إعلانات مستهدفة. وستستخدم عائدات هذه الإعلانات لتعويض المستخدمين ماليًا عن الوقت الذي يقضونه في تصفح الويب. لا يزال في يَوْمِنَا هَذَا عددٌ قليلٌ من شركات (بِي تِي إسِ) تعمل.

## معالجة
ستوفر شركة (بِي تِي إسِ) برنامجًا أصغر ليتم تثبيته على حاسوب المستخدم (العضو). ثم تُعْرَضُ إعلاناتُ الرايةِ الخاصة بالمعلنين أثناء تصفح المستخدم للويب. منذ أن قام برنامج ڤيو وير - Viewbar الخاص بالشركة بتتبع مواقع الويب التي زارها المستخدم، تمكنت شركة PTS من تحقيق الإعلانات المرغوبة لمعلنيها. دفع المعلنون للشركة مبلغًا صغيرًا (عادةً 0.50 دولاراً أمريكياً) مقابل كل ساعة من تصفح المستخدم (العضو).
كان الأعضاء عادةً مقيدين بمقدار الوقت شهريًا الذي سَيُدْفَعُ لهم للتصفح مقابله (عادةً 20 ساعة). ومع ذلك دفعت شركات PTS أيضًا لأعضائها مقابل كل مستخدمٍ جديدٍ يُحال إلى الشركة (عادةً 0.05 دولارًا أمريكيًا - 0.10 دولارًا أمريكيًا لكل عضوٍ جديد). كان من المربح للعضو الحصول على أكبر عدد ممكن من الإحالات، مما شجع بعض المستخدمين على جلب أعضاء جدد (تجنيد) باستخدام البريد العشوائي (أو السخام)، على الرغم من حظره رسميًا بموجب اتفاقية المستخدم. يُطلب من القاصرين الذين تدفق الكثير منهم على نماذج الأعمال التجارية هذه كمصدر دخل ٍسهلٍ، الحصول على موافقة من أحد الوالدين أو الوصي القانونيّ.

## شركات الدفع مقابل التصفح PTS
أكثر شركات PTS شهرةً كانت أول أدفانتيج - AllAdvantage ‏. انطلقت في مارس 1999 ونمت إلى 13 مليون عضو في ما يزيد قليلاً عن عامٍ مع نظام التسويق متعدد المستويات(الشبكيّ) لتجنيد أعضاءٍ جددٍ. استفاد المخطط من فكرة أن أي شخص يمكنه كسب المال على الإنترنت دون بذل الكثير من الجهد.
بحلول أواخر عام 2001 مع انهيار فقاعة الإنترنت بقي عدد قليل جدًا من شركات PTS حيث أنَّ كامل الإيرادات (100٪) تأتي من الإعلانات عبر الإنترنت. كانت هذه المنطقة الأكثر تضررا.
كما هو الحال مع العديد من نماذج الأعمال التجارية عبر الإنترنت، جذبت شركات PTS أشخاصًا يحاولون الاحتيال على الشركة للحصول على المال. كان على الشركات التعامل مع السخاميين(مرسلي البريد العشوائي)، وغالبًا ما تضطر إلى إنهاء حسابات الأعضاء. بدأت أدوات البرامج في الظهور مما سمح للمستخدمين بمحاكاة نشاط التصفح. قام بعض المستخدمين أيضًا بإنشاء أجهزة ميكانيكية لتحريك الفأرة(مثال: "JiggyMouse"). سمحت هذه البرامج والأجهزة للمستخدمين بالحصول على المال لمجرد ترك أجهزة الحاسوب الخاصة بهم قيد التشغيل. وعليه بدأ سباق تسلح بين شركات PTS التي قامت ببناء برامج لمنع الاحتيال ومطوري برامج الاحتيال، حيث أصدرت كل منها إصدارات متطورة بشكل متزايد من برامجها.
في يومنا هذا لا يزال هناك عدد قليل من شركات PTS الباقية، لكنها تعتمد غالبًا على المكافآت حيث يُمْنَحُ المستخدمين نقاطَ مكافأةٍ يمكن استبدالها بالهدايا، وذلك مقابل تصفح الويب أو القيام بمهام مثل الرد على البريد الإلكتروني التسويقي والتسوق في متاجر معينة. هناك نسخة أخرى أعادت صياغة المفهوم على أنه مخطط «ادفع لك مقابل انتباهك» حيث يتم الدفع لمستخدم الإنترنت مقابل «انقطاع التصفح» أو «الدفع مقابل الحصول على معلومات عن أنفسهم وعاداتهم على الإنترنت». يقدم متصفح الويب المدعو Brave أيضًا ميزة مشاركة الدخل مع مستخدميه الذين يختارون عرض إعلاناته. صُمِمَه مبتكر جافا سكريبت برندان آيخ - Brendan Eich و Brian Bondy.

## اقرأ أيضا
- برمجية الإعلانات المدعومة
- التسويق بالتبعية
- رمز الاهتمام الأساسي
- شريط أدوات المتصفح
- التكلفة لكل ظهور
- الدفع مقابل النقر
- الدفع عند النقر